# Rafael Solano
Rafael Leónidas Solano Sánchez (Puerto Plata; 10 de abril de 1931), más conocido como Rafael Solano es un pianista, compositor, escritor, y exembajador dominicano ante la Unesco. Autor de más de un centenar de composiciones de diversos géneros que abarcan las de corte romántico, folklóricas, así como también corales y religiosas, además de merengue, por supuesto. Su canción Por amor ha sido la canción dominicana de mayor proyección en el mundo, traducida a varios idiomas e interpretada por cantantes como Niní Cáffaro, Marco Antonio Muñiz, Jon Secada, el Mariachi Vargas, Vikki Carr y Plácido Domingo.

## Comienzos
A los once años era considerado como un niño prodigio y presentado en las funciones teatrales de su pueblo. Violinista, chelista, tocador de armonio en la iglesia parroquial, pronto se dedicaría al piano. En 1950 se traslada a la ciudad capital y se inscribe en el Conservatorio Nacional de Música.
Luego de completar todos los cursos, se desvía de su meta como pianista de conciertos para ingresar a la Voz Dominicana, primer canal de televisión y centro que sirvió de base al desarrollo disciplinas musicales. 
En poco tiempo se convierte en uno de los directores musicales de aquella empresa, actuando junto a reconocidos músicos provenientes de Italia, Cuba, México y Argentina con quienes comparte las herramientas básicas y los tecnicismos de la composición y arreglos orquestales.
Poseído aún de mayores aspiraciones se embarca hacia Nueva York en procura de las enseñanzas particulares del renombrado compositor y maestro norteamericano Hall Overton y de la New School of Social Research, prestigioso centro de estudios de esa ciudad.

## Producciones para la televisión
Con su retorno a Santo Domingo, Solano desarrolla la nueva faceta de productor de televisión. Algunos de sus programas han permanecido en la memoria de sus compatriotas. El primero de ellos, La hora del moro transmitido en 1959 fue una producción dominical que propició la aparición de nuevas luminarias del canto, ámbito restringido hasta entonces a La Voz Dominicana fundada por Petán, hermano del dictador Trujillo.
De estos programas surgieron las voces de Aníbal de Peña, Fernando Casado, Horacio Pichardo, Niní Cáffaro, Julio César Defilló, Arístides Incháustegui, Los Olmeños, Luchy Vicioso, José Lacay y otros tantos.
Años más tarde, fruto de una casi obsesiva idea de pescar nuevos talentos, Solano junto a Nobel Alfonso, se decide a reproducir aquella inolvidable "Hora del Moro", pero en forma diaria, para luego re-nombrarla como El show del mediodía, nombre con el cual aún existe en Santo Domingo.
Solano fue también el creador del Festival de la Voz, cantera de nuevos talentos de donde surgieron Fernando Villalona, Frank Valdez, Adalgisa Pantaleón, Sergio Vargas, Manny Oliva, Fausto Guillén y muchos más.
También fue productor junto a Yaqui Nuñez del Risco del programa diario nocturno Letra y Música, logrando gran impacto por su contenido innovador, de música y opinión. Fue también productor del programa Solano en Domingo a finales de la década de los setenta, y Solano Invita a mediados de los ochenta.

## Legado musical
Además de "Por Amor", canción ganadora del I Festival de la Canción Dominicana en la voz de Niní Cáffaro, sus composiciones han sido grabadas por un sinnúmero de artistas. Entre ellas podemos mencionar En la oscuridad difundida en la voz de Fernando Casado, por Marco Antonio Muñiz y Tito Rodríguez; En ruinas interpretada por Felipe Pirela; Quiero verte, en la voz de Vicentico Valdés y Yo soy tu enamorado grabada también por Tito Rodríguez.
Otras populares canciones de Rafael Solano son "Cada vez más", "Confundidos", "Mi amor por ti", "Confesión de amor", "Perdidamente enamorado", "El diez de abril", "Me cansare de ti", "El sonido de tu voz", "Magia" y "Una primavera para el mundo" con letras del poeta Rene del Risco.
En el campo de la música folklórica compuso, "Como Juan", "Fandango, güira y tambora", "Mocanita" y los bolemengues "Dominicanita" y "Pensándolo bien", este último con letras de Yaqui Núñez del Risco, todas grabadas en su propia voz y con el acompañamiento de su orquesta.

## Como escritor
El maestro Solano, como cariñosamente se le conoce, además de compositor, pianista y director de orquesta, ha logrado a la par reconocimientos como escritor. Su columna titulada "Solanismos" publicada en el Listín Diario 1975 era esperada en forma asidua por los lectores de ese periódico. En el año 1992, publica su primer libro titulado Letra Y Música (Editora Taller); según explica su autor en el prólogo del mismo que no se trata de una autobiografía en el sentido usual, sino de "relatos autobiográficos de un músico dominicano".
En el año 2003, la musicóloga Catana Pérez de Cuello y Rafael Solano se unen para publicar un libro titulado, El merengue, música y baile de la República Dominicana. La trascendencia de este libro por su calidad de escritura y el aporte al estudio científico de la música popular del país, le valió el Premio Nacional Feria del Libro en 2005, seleccionado unánimemente por un exigente jurado formado por escritores e intelectuales. En el año 2016 publicó un nuevo libro titulado “Musica y Pensamiento”, -Crónicas  y reflexiones de un músico dominicano— bajo los auspicios del Banco Central de la República Dominicana.

## Premiaciones y otras facetas
Rafael Solano fue embajador y delegado de la República Dominicana ante la Unesco en París, entre 1982 y 1986 y ha sido condecorado por el gobierno Dominicano con la "Orden al Mérito de Duarte, Sánchez y Mella.
En 1976 recibió el premio El Gran Dorado y en 2005 El Soberano, ambos, los máximos galardones de la música popular dominicana.
En la edición del ((2016)) de los Latin Grammy recibió el Premio a la Excelencia Musical.
Rafael Solano es para los dominicanos un verdadero símbolo de la canción romántica.

## Discografía
- Perdidamente Enamorado Vol. 1 (1965)

1. Maniquí
2. Perdidamente Enamorado
3. Confesión de Amor
4. Quiero Verte
5. Tres Veces Te Amo
6. Yo Soy Tu Enamorado
7. Tu Nombre
8. El Beso de Anoche
9. Realidad de Amor
10. Confundidos
11. Que Pena Tú Me Das
12. Adoración / Siempre Tú

- Mucha Música, Mucho Ritmo, Mucho Sabor y Todo... Por Amor (1968)

1. Por Amor
2. Yo Te lo Dije
3. Magia
4. El Muñeco
5. Perdiendo la Cabeza (Going Out of My Head)
6. En la Enrama
7. Sígueme
8. Sin Palabras
9. Como Quieras Tú
10. Estamos En Guerra

- His Music and Piano Instrumental (1968)

1. Por Amor
2. Quiero Verte
3. En la Oscuridad
4. Cada Vez Más
5. Mi Amor Por Ti
6. Confundidos
7. Está Bien
8. Magia
9. Contigo Felicidad
10. Confesión de Amor
11. En Ruinas
12. Entonces Me Cansaré de Ti

- Sabor Dominicano (1968)

1. Por Amor
2. Yo Te lo Dije
3. Magia
4. El Muñeco
5. Perdiendo la Cabeza (Going Out of My Head)
6. En la Enrama
7. Sígueme
8. Sin Palabras
9. Como Quieras Tú
10. Estamos En Guerra

- Amorama: Su Piano y Su Música Instrumental en Carnegie Hall (1969)

1. Por Amor
2. Quiero Verte
3. En la Oscuridad
4. Cada Vez Más
5. Mi Amor Por Ti
6. Confundidos
7. Está Bien
8. Magia
9. Contigo Felicidad
10. Confesión de Amor
11. En Ruinas
12. Entonces Me Cansaré de Ti

- A Bailar la Mangulina (1970)

1. A Bailar La Mangulina
2. Tengo Que Ir a la Escuela
3. Juana Mecho
4. A Mi Qué
5. Ramón Madora
6. Mano Lao
7. Vete Lejos
8. Ayer y Hoy
9. La Hija de Machepa
10. Te Enredaste Cariño

- Internacional (1970)

1. El Carbonero
2. Adoración
3. La Pela de Juana
4. Nuevamente Mía
5. Fiesta en la Joya
6. El Gallo y la Gallina
7. En Puerto Plata
8. Que Malas Son las Mujeres
9. El Sonido de Tu Voz
10. Che Blanco

- Está Bien (1970)

1. Bambaraquiti
2. Confundidos
3. El Alacrán
4. Y Si Mañana
5. El Pegao
6. Está Bien
7. Anoche Soñé
8. Hay Noches
9. No Vayas Más
10. Carmela Linda

- Dos Grandes de Quisqueya (1970)

1. Contigo Felicidad
2. Confesión de Amor
3. En la Oscuridad
4. Está Bien
5. Entonces Me Cansaré de Ti
6. Magia
7. En Ruinas
8. Confundidos
9. Cada Vez Más
10. Mi Amor Por Ti

- Santo Domingo y Su Música (1970)

1. Por Amor
2. Arroyito Cristalino
3. Sígueme
4. Pambiche Lento
5. Amor Profundo
6. Compadre Pedro Juan
7. Evocación
8. Amorosa
9. Romance Bajo la Luna
10. Caña Brava

- La Batuta (1971)

1. La Batuta
2. Guayacanal
3. Desiderio Arias
4. Diez De Abril, Aniversario
5. Dolores
6. Amor Profundo
7. Piano En Salsa
8. Como Tú Pronuncias Mi Nombre
9. Maroteando
10. Siña Juanica

- Siña Juanica (1972)

1. La Batuta
2. Guayacanal
3. Desiderio Arias
4. Diez De Abril, Aniversario
5. Dolores
6. Amor Profundo
7. Piano En Salsa
8. Como Tú Pronuncias Mi Nombre
9. Maroteando
10. Siña Juanica

- Solano en Navidad (1972)

1. El Mesías
2. El Niño Pobre
3. Navidad
4. El Martiniqueño
5. Brisas de Pascua
6. Aleluya
7. Cinco Pa' las Doce
8. Navidad Triste
9. Venid Pastorcitos
10. Salve Navideña

- Lo Mejor de Rafael Solano (1972)
- Váyase en Paz Compadre (1972)

1. Váyase en Paz Compadre
2. No Juegues Con el Amor
3. Brujería
4. Para Olvidarme de Ti
5. La Yuca
6. Arroyito Cristalino
7. Tres Veces Te Amo
8. La Gallinita
9. Que Raro
10. Gallito Pinto

- Merengues Solo Merengues (1972)

1. Aleluya
2. Alevántate
3. Mis Tres Mujeres
4. La Pradera
5. Célame Que Cela
6. En Qué Parará
7. Emilio Mi Colega
8. El Rompecabeza
9. Le Voy a Dar Una Pela
10. Ay Caramba

- Ha Llegado la Hora del Moro (1973)

1. 11:30
2. La Hora del Moro
3. Presumida
4. El Gallo y la Gallina
5. Desiderio Arias
6. Que Humanidad
7. El Tiririri
8. Entonces Me Cansaré de Ti
9. Cariñito Azucarado
10. El Papujito

- Siempre Arriba (1973)

1. Totay Pa' Na
2. Medley: Contigo / Condición (Estamos en las Mismas Condiciones)
3. Mataron al Guerrillero
4. Enciende la Vitrola
5. El Peje Tinglai
6. Caramba, Ay Ñico
7. Espíritu Burlón
8. Mocana, Mocanita
9. Que Linda Eres
10. Guaguancó de Pueblo Nuevo

- Lo Más de Rafael Solano y Sus Amigos (1974)

1. ¿Qué Pasó?
2. No Tardes Más
3. Por Caridad
4. Paloma Negra
5. Baitolina
6. Báilala Hasta las 2
7. Déjala
8. La Loma De Belén
9. Por Qué Lloras
10. La Chiva Blanca

- Canta la Música de Rafael Solano (1974)

1. Por Amor
2. Mi Amor Por Ti / Por Qué Lloras
3. Por Qué No Separarnos
4. Nuevamente Mía / Hay Noches
5. Quiero Verte / Confesión de Amor
6. Cambios
7. Magia
8. Tengo Que Ir a La Escuela / Confundidos
9. Déjame Solo
10. En la Oscuridad / Entonces Me Cansaré de Ti
11. Aquel Romance
12. Diez de Abril, Aniversario

- La Soga (1975)

1. La Soga
2. Cruz Cune
3. Me Siento Bien Contigo
4. Chambuleke
5. José Pistolón
6. Dame Un Besito
7. Pa' Después Venir Llorando
8. Estos Celos Que Me Matan
9. Mi País Dominicano
10. Zacarías

- Esta Es Mi Orquesta (1975)

1. Que Tontería
2. Llegaste Tarde
3. Total y Usted
4. Que Dios Bendiga
5. Juan Gomero
6. La Muerte de Mi Hermano
7. Ponte Claro, Tribilín
8. El Zapato
9. Set de Boleros
10. Solanísimo
11. Si Te Vas
12. Palo Con Pena

- Dominicanita (1976)

1. Dominicanita
2. Como Juan
3. Reír y Bailar
4. El Figurín
5. Cibaeña
6. Pensándolo Bien
7. Poquito Poquito
8. Corazón Por Qué la Quieres
9. Cuando No Estás
10. Me Llaman Rico

- Fiesta Fabulosa (1976)

1. Yo Soy Mulato
2. En Ruinas
3. Porque No Ha de Ser
4. Busca los Lentes
5. Chin a Chin
6. Fandango, Güira y Tambora
7. Paraíso
8. Desde Que Te Fuiste
9. Maribel
10. Gurabo

- Merengue a Piano (1977)

1. Arroyito Cristalino
2. Tú No Podrás Olvidar
3. La Batuta
4. Entonces Me Cansare
5. A Bailar
6. Pensándolo Bien
7. La Miseria
8. Medley: En la Oscuridad / Adoración / Tres Veces Te Amo
9. Anoche Soñé
10. El Negrito Feliz

- Salsa y Merengue (1977)

1. Consígueme Eso
2. Que Murmuren
3. La Mecedora
4. Es Verdad
5. Papá Boco
6. La Gotera
7. Alma Vacía
8. Ti Ri Ri Ri
9. Juana Sartén
10. Mujeres Bonitas

- Super Hits (1977)
- 75 Aniversario (1978)

1. Juan Gomero
2. Carita de Ángel / Mi Dulce Querer
3. Pambiche Lento
4. Compadre Pedro Juan
5. Golondrina Viajera
6. Por Amor
7. Dominicanita
8. Como Me Besabas Tú
9. Juana Mecho / La Mala Maña / Con la Mesa al Caco
10. Casita de Campo
11. 75 Aniversario

- Esta Es Mi Orquesta! (1980)

1. Que Te Parece
2. No Te Preocupes
3. Balada a Beltré
4. Entonces Me Cansaré
5. Sin las Mujeres
6. La Vacuna
7. Mi Última Guaracha
8. Le Vua Da Una Pela
9. El Bardo
10. Oye Nena

- Lo Pidieron... Aquí lo Tienen (1980)

1. El Burro Quiere Agua
2. Me Voy de la Vida
3. Al Nacer Cada Enero
4. Una Canción Para Ti
5. Como Baila Lola
6. María Engracia
7. Plazos Traicioneros
8. Viajera
9. Cuando Estoy Contigo
10. Ella

- Solano... Sabroso...! (1981)

1. Cosa Buena
2. Me Vieron Con Ella
3. Naufragio
4. Estamos En Guerra
5. Eso Si No Es Nada
6. A lo Oscuro
7. Sé Muy Bien
8. Anoche Soñé
9. Palmar de Ocoa
10. Ajo y Cebolla

- Su Compa (1982)

1. Su Compa
2. Las Flores
3. Con El Amor No Se Juega
4. El Cuartico
5. Pin Pin
6. Rosita
7. La Azafata
8. El Fiao
9. Sio Guinea
10. El Desguañangue

- Los Galleros (1982)

1. Los Galleros
2. Célame Que Cela
3. Mis Tres Mujeres
4. La Pradera
5. El Rompecabeza
6. Alevántate
7. Emilio Mi Colega
8. Le Voy A Dar Una Pela
9. En Qué Parará
10. Aleluya

- Merengues (1987)

1. Contigo
2. Dolorita
3. Ella
4. Popurrí: Arroyito Cristalino / Anoche Soñé / Dominicanita
5. Caña Brava
6. Alevántate
7. Ya Me Voy
8. Sin Palabras

- Ritmo y Amor (1989)

1. Vivir En Santo Domingo
2. Dime Que Si
3. Que Te Olvides
4. No Te Equivoques
5. Fandango
6. Trigo Florecido
7. A Puerto Plata Cuando Llueva
8. Santo Domingo

- 14 Grandes Éxitos de Rafael Solano (1993)

1. Por Amor
2. Siña Juanica
3. La Batuta
4. Anoche Soñé
5. Váyase En Paz
6. Arroyito Cristalino (Mensaje)
7. Gallito Pinto
8. Sígueme
9. A Bailar la Mangulina
10. Juana Mecho
11. Mano Lao
12. El Sonido de Tu Voz
13. El Muñeco
14. Tengo Que Ir a la Escuela

- Colección (1994)

1. Dominicanita
2. En la Oscuridad
3. Pensándolo Bien
4. Yo Creo en Dios
5. Diez de Abril, Aniversario
6. ¿Por Qué Nos Separamos?
7. Déjame Ser
8. Para Jamás Volver
9. Fandango, Güira y Tambora
10. El Juicio Final
11. Hay Noches
12. Como Juan
13. Por Amor
14. Llámame
15. Entonces Me Cansaré de Ti
16. Yo Soy Tu Dueño
17. Al Llegar la Noche en Puerto Plata
18. Para Olvidarme de Ti

- Canciones Dominicanas en Concierto (1996)

1. Luna Sobre el Jaragua
2. No Me Interesa
3. Con el Alma
4. Tus Cabellos
5. Tu Nombre
6. Caminito de Tu Casa
7. Al Nacer Cada Enero
8. Bendito Amor / Peregrina Sin Amor
9. Quiéreme
10. Mi Calle Triste
11. Paraíso Soñado
12. En Dónde Estás
13. Siempre Tú
14. Mi Amor Por Ti
15. Ven
16. Soñar
17. Donde Podré Gritarte Que Te Quiero

- Merengues Navideños (1998)

1. Parranda Quisqueyana
2. Vámonos Pa'l Campo
3. Soy Feliz
4. El Mesías
5. El Niño Pobre
6. Salve de Navidad
7. Brisas De Pascua
8. Cinco Pa' las Doce
9. Venid Pastorcillos
10. El Martiniqueño
11. Aleluya

- Merengues de Siempre (1998)

1. Célame Que Cela
2. Mis Tres Mujeres
3. Mal Pelao
4. El Rompecabezas
5. Emilio Mi Colega
6. Alevántate
7. Siña Juanica
8. Le Voy a Dar Una Pela
9. La Pradera
10. Ay Caramba

- El Disco de Oro (2000)

1. La Batuta
2. Anoche Soñé
3. Váyase En Paz Compadre
4. La Pela de Juana
5. Fiesta en la Joya
6. El Gallo y la Gallina
7. Dolores
8. El Sonido de Tu Voz
9. En Puerto Plata
10. Diez de Abril, Aniversario
11. El Fiao
12. A Bailar la Mangulina
13. Adoración
14. Nuevamente Mia
15. Que Malas Son las Mujeres

- Recordando el Ayer: Merengues Dominicanos Vol. 1 (2000)

1. Anoche Soñé
2. Compadre Pedro Juan
3. Váyase en Paz
4. El Pichoncito
5. Dolorita
6. Desiderio Arias
7. Juanita Morel
8. Carmela Linda
9. La Chiva Blanca
10. Arroyito Cristalino (Mensaje)
11. El Alfiler de América
12. Siña Juanica
13. San Antonio
14. Caña Brava

- Voz y Piano (2003)

1. Al Nacer Cada Enero
2. Alfonsina y el Mar
3. Medley 1: Como Me Besabas Tú / Honor a la Verdad / El Sonido de Tu Voz
4. Medley 2: Golondrina Viajera / Te Fuiste / Adoración
5. Medley 3: Por Qué No Separarnos / Tú No Podrás Olvidar
6. Medley 4: Tú lo Sabes / Inolvidable / La Vida / Qué Falta Tú Me Haces

- Reserva Musical (2008)

1. Dominicanita
2. Déjame Ser
3. Hay Noches / Magia
4. En Ruinas
5. Para Olvidarme de Ti
6. No Tardes Más
7. Pensándolo Bien
8. En la Oscuridad
9. El Sonido de Tu Voz
10. Entonces Me Cansaré de Ti
11. Una Primavera Para el Mundo
12. Mi Amor Por Ti
13. Por Caridad
14. Corazón Abandonado
15. Tengo Que Ir a la Escuela
16. Por Qué Lloras
17. Diez de Abril, Aniversario
18. Está Bien
19. Como Juan
20. Por Amor